# Bonum defendentis ex integra causa, malum ex quolibet defectu
Bonum defendentis ex integra causa, malum ex quolibet defectu è una locuzione latina. Alla lettera significa "Il bene del difensore viene da una causa integra, il male da un qualsiasi difetto. Il senso è che il successo del difensore viene da una causa buona sotto ogni aspetto, ma basta una qualsiasi difetto per l'insuccesso.